# Deutschbaselitz
Deutschbaselitz, obersorbisch Němske Pazlicyⓘ, ist ein Ort in der Oberlausitz, der früher eine eigenständige Gemeinde bildete und seit 1. Januar 1999 Stadtteil der Großen Kreisstadt Kamenz im Landkreis Bautzen ist. Deutschbaselitz hat bis heute seinen dörflichen Charakter beibehalten und liegt in der Oberlausitzer Heide- und Teichlandschaft. Der Stadtteil befindet sich drei Kilometer nordöstlich außerhalb des Stadtkernes von Kamenz an der S 97 und zählt zum offiziellen sorbischen Siedlungsgebiet in Sachsen.
Bekannt ist Deutschbaselitz in der Oberlausitz durch zahlreiche Wanderwege, die unter anderem Teil des Krabatweges sind. Darüber hinaus sind in unmittelbarer Umgebung zu Deutschbaselitz viele kleine Seen beheimatet, welche den Ort im Süden und Osten umgeben. Neben dem Hofeteich, den Großen Sandteichen und Istrichteich ist das bekannteste Gewässer der 113 Hektar große Deutschbaselitzer Großteich mit seinen zwei Vogelinseln als Teil des dortigen Naturschutzgebietes.
Deutschbaselitz ist Geburtsort des Malers und Bildhauers Georg Baselitz, der dort als Hans-Georg Kern geboren wurde. Baselitz nahm seinen Künstlernamen in Anlehnung an seinen Geburtsort an. Seit 2012 lädt der als „Ort der Ideen“ ausgezeichnete DeutschBaselitz Rundweg mit Installationen der Künstler Anne Hasselbach und Rainer Düvell ein, Deutschbaselitz und die Teichlandschaft mit den Augen des Malers zu erleben.

## Geschichte

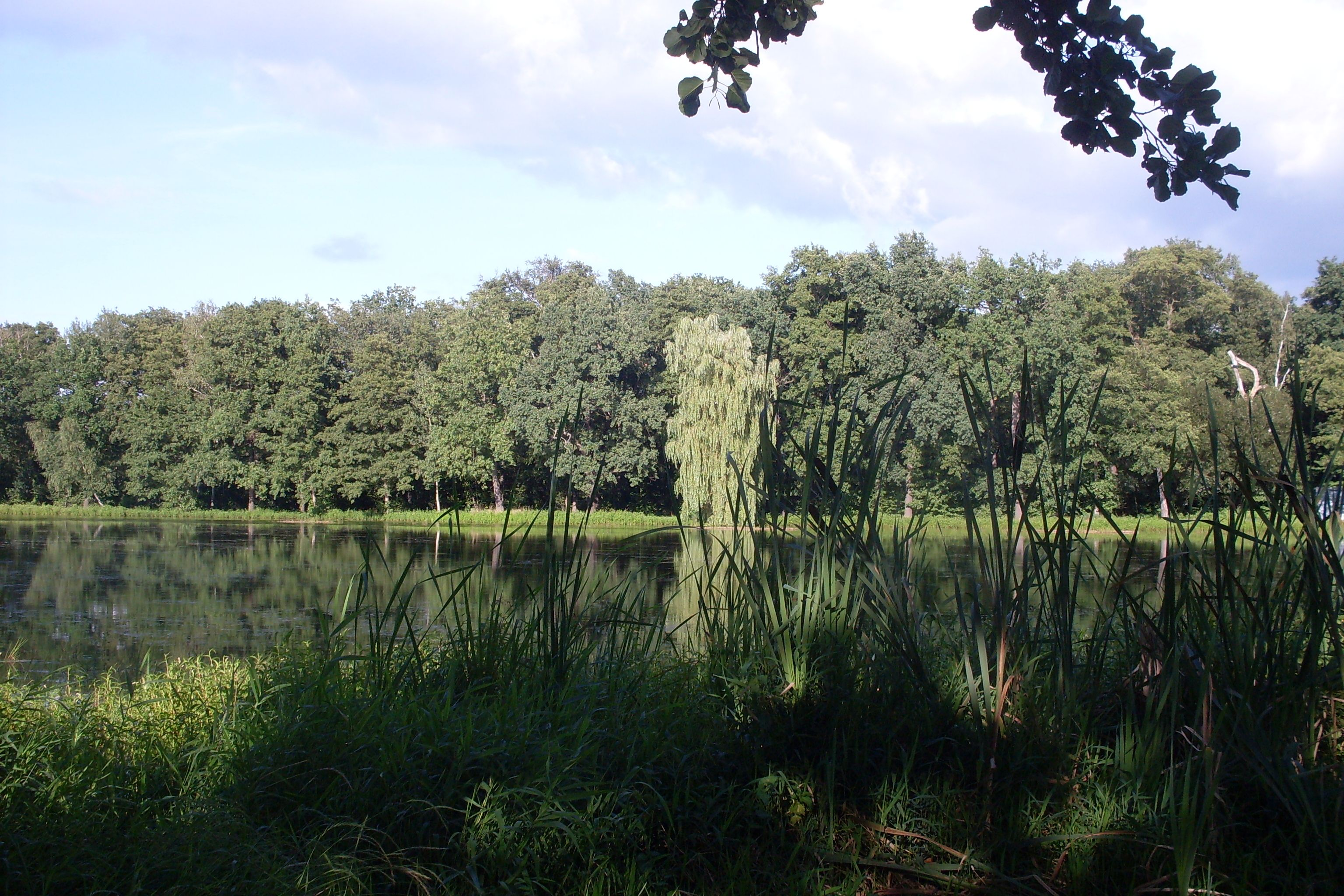
Der Miertschteich von Deutschbaselitz

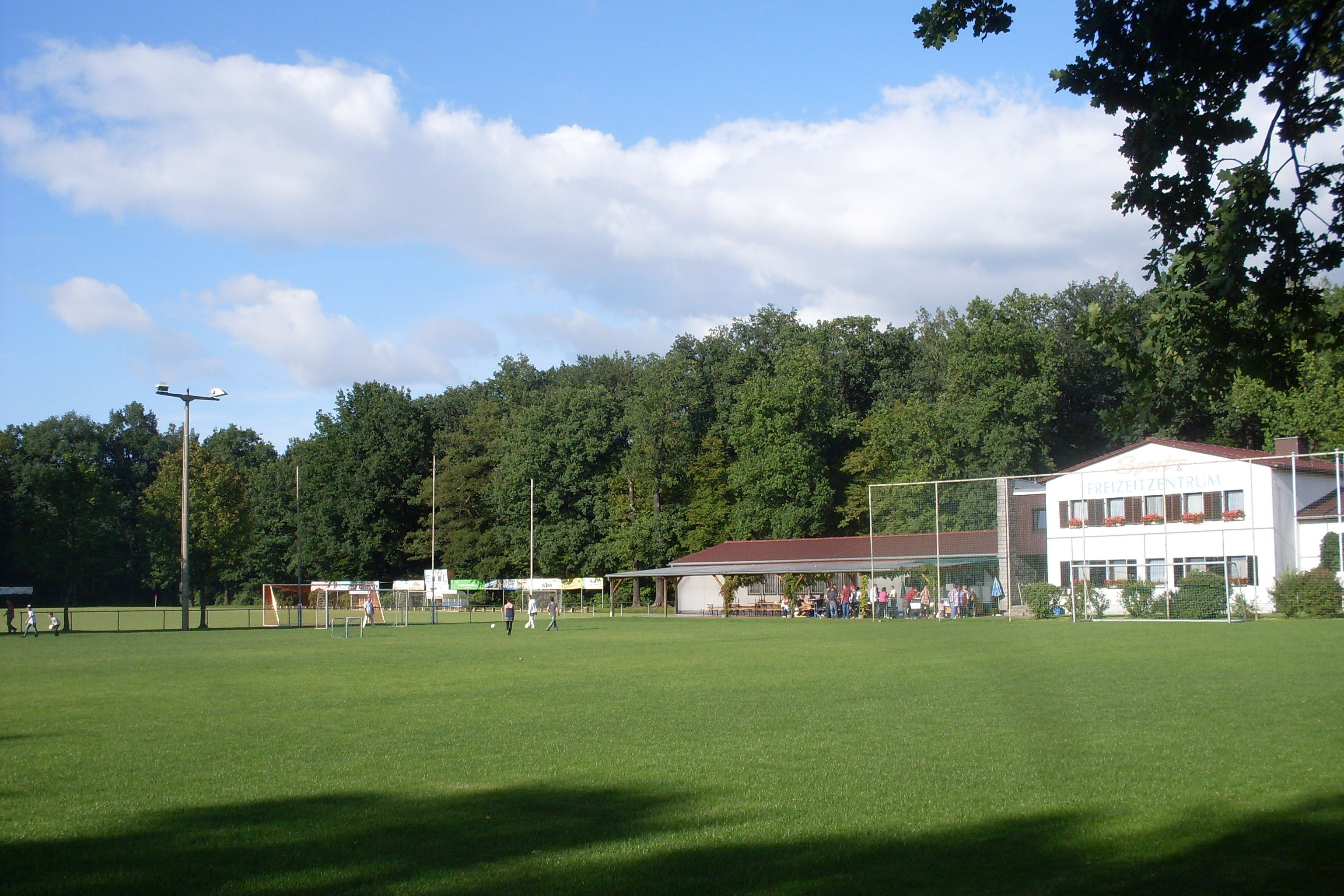
Das Sportzentrum des Sportvereins Aufbau Deutschbaselitz e. V.

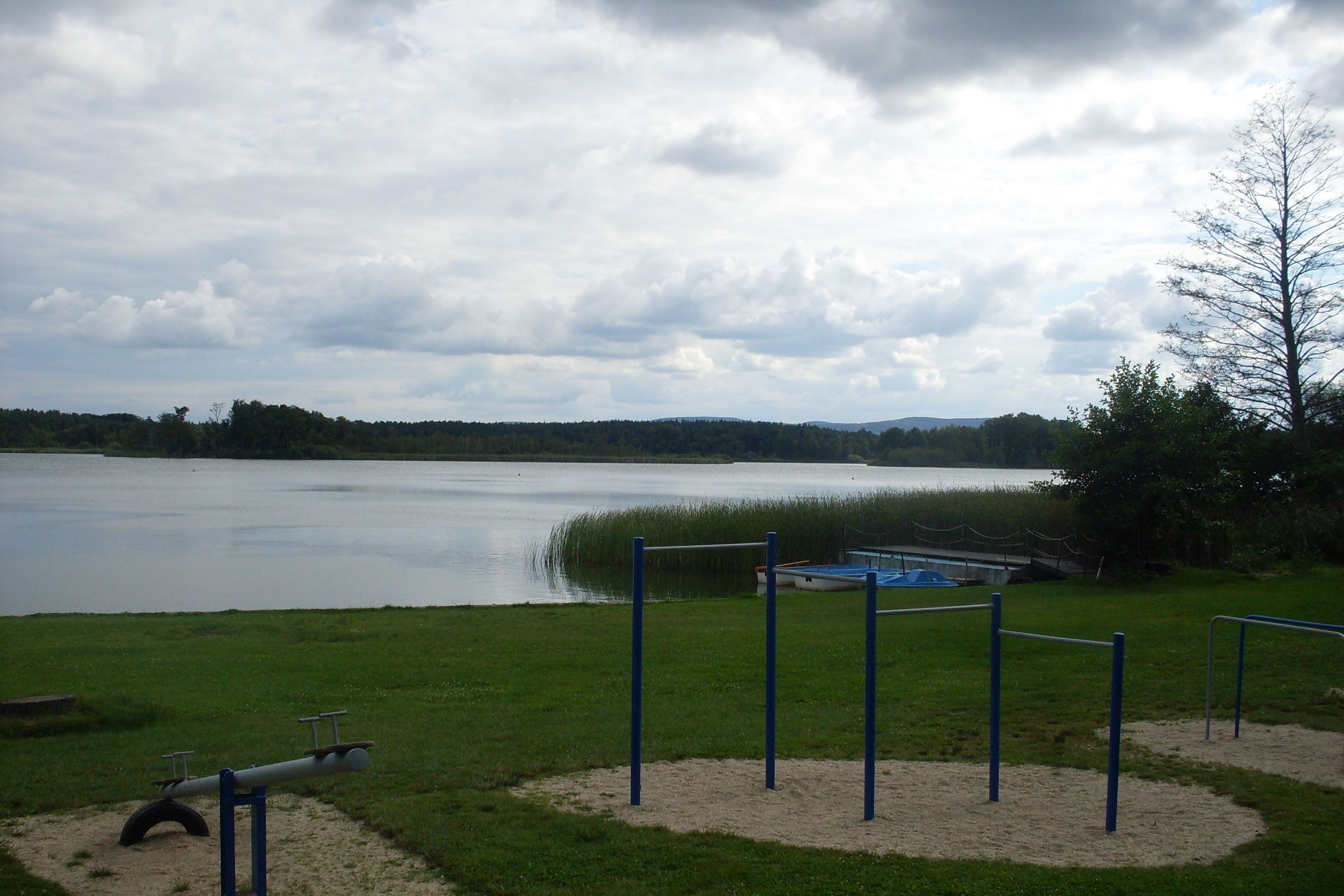
Der Großteich Deutschbaselitz. Hier der Blick zum Bootsverleih

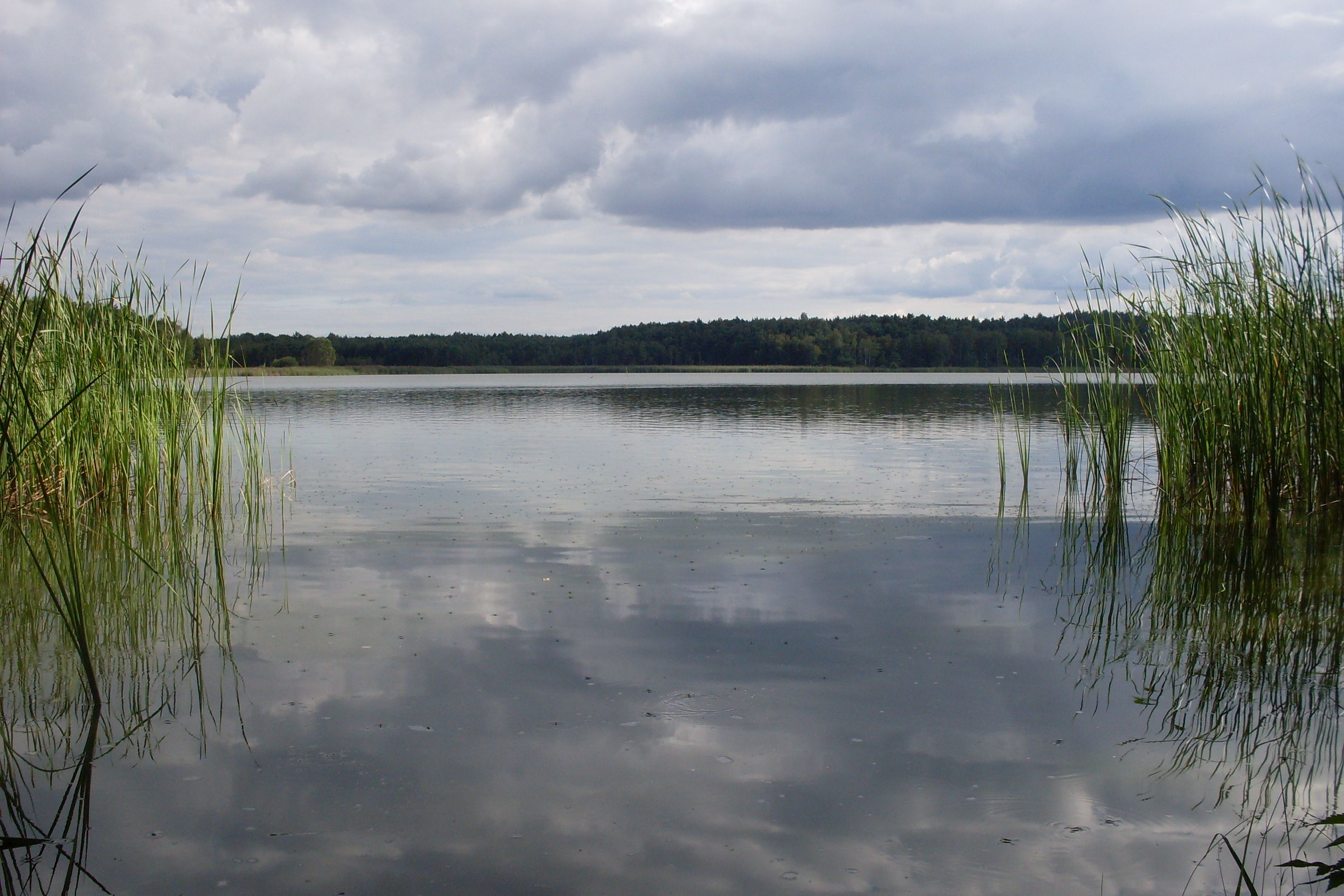
Eine der zahlreichen Uferbuchten am Großteich. Um den See herum führt ein Wanderweg, der etwa 5 Kilometer lang ist.

Erste Erwähnung fand Baselitz im Jahr 1225. Von 1532 bis 1542 erfolgte der Bau des Baselitzer Großteiches und 1549 fiel der Ort an Kamenz. 1556 wurde Baselitz der Adelsfamilie Pönickau zugeschlagen. Im Jahr 1746 wurde Baselitz erstmals als Deutschbaselitz bezeichnet und 1800 wohnten im Ort 39 Familien. Am 5. November 1844 wurde die örtliche Schule feierlich eröffnet und 1890 erfolgte die Eröffnung einer Poststelle.
Gemäß der Statistik von Arnošt Muka über die sorbische Bevölkerung in der Lausitz hatte Deutschbaselitz im Jahr 1884 insgesamt 310 Einwohner, davon 185 Sorben (60 %) und 125 Deutsche. In der ersten Hälfte des 20. Jahrhunderts verschwand die sorbische Sprache fast vollständig aus dem Ortsalltag. Ernst Tschernik zählte 1956 nur noch drei Sorbisch-Sprecher unter 535 Einwohnern.

Deutschbaselitz, Panorama-Luftaufnahme aus 100 m Höhe, Blick Richtung Kamenz (ganz links: Teil der Großen Sandteiche, weiter rechts Grasteich, rechts von der Mitte hinten Hofeteich und vorn Miertschteich, weiter rechts Großer Ostrich und ganz rechts Ausläufer des Deutschbaselitzer Großteiches)

1904 wurde die Sportgemeinschaft Deutschbaselitz unter dem Namen „Concordia“ mit etwa 100 Vereinsmitgliedern gegründet. Im Ersten Weltkrieg verlor die Gemeinde zwölf Baselitzer infolge Kampfhandlungen. 1925 bestanden im Orte mehrere landwirtschaftliche Betriebe, das 24 ha Gut des Richard Lesche, das 36 ha Gut des Ernst Nicolaus, das 32 ha Gut des August Röseberg und das 36 ha Gut des Joh. Matthäus Röseberg. Der größere Betrieb war das Rittergut des Oberst a. D. Clemens von Zezschwitz (1854–1936). Das Rittergut Deutschbaselitz war damals ein Familienfideikommiss. Nacherbe wurde sein Neffe und Adoptivsohn Hans von Zezschwitz. Das Rittergut wurde ein Allodgut, ein freies Eigentum des Besitzers.
Nach der Machtergreifung der Nationalsozialisten stieg die Einwohnerzahl von Deutschbaselitz bis 1935 auf 444 Personen, die sich auf 110 Haushalte verteilten. Am 1. November 1937 wurde der Ort im Rahmen der nationalsozialistischen Germanisierung sorbischstämmiger Ortsnamen in „Großbaselitz“ umbenannt. 1939 stieg die Einwohnerzahl auf nunmehr 460. Gegen Ende des Zweiten Weltkrieges wurden durch Kampfhandlungen mit der Roten Armee infolge Artilleriebeschuss sieben Gebäude der Gemeinde in Brand geschossen, wodurch diese abbrannten. Dreißig Einwohner der Gemeinde verloren infolge des Zweiten Weltkrieges ihr Leben.
Im Januar 1948 erhielt er seinen ursprünglichen Namen zurück. 1954 betrug die Einwohnerzahl 550 Einwohner. 1958 erfolgte die Gründung der LPG „Lichte Zukunft“, im Jahr darauf der Bau des hiesigen Sportplatzes und 1962 die feierliche Eröffnung des Deutschbaselitzer Großteiches auf dessen erschlossenem Nordbereich heute ein Campingplatz liegt. 1966 erfolgte die Fertigstellung der zentralen Wasserleitung für Deutschbaselitz und 1970 die Gründung des ansässigen Dorfclubs. 1974 feierte die Gemeinde ihr 750. Bestehen. Im Rahmen ausgetragenen Festlichkeiten gab es einen historischen Festumzug. 1983 feierte die Gemeinde das 25-jährige Bestehen des Waldbades Deutschbaselitz und 1987 betrug die Einwohneranzahl 400.
Die Jahre 1990 bis 1995 waren in Deutschbaselitz geprägt von Bauprojekten. Darunter die Fertigstellung mehrerer Eigenheime, Brücken und der vollständigen Sanierung des Großteiches. 1994 belegte die Gemeinde im Wettbewerb „Unser Dorf soll schöner werden“ den 2. Platz. Im gleichen Jahr erfolgte die Gründung des Deutschbaselitzer Jugendclubs und im Jahr darauf die Einweihung des Kinderclubs.
1995 betrug die Einwohnerzahl 511 Personen. Heute ist Deutschbaselitz als Erholungsort zu betrachten.

## Inoffizielles Stadtteilwappen
Das inoffizielle Wappen der ehemaligen Gemeinde ist von der Heraldik nicht anerkannt und wurde nur zur touristischen Vermarktung entworfen. Es zeigt in symbolisierter Form die Entstehung des Großteiches Deutschbaselitz durch eine Wette mit dem Teufel aus der Oberlausitzer Sagenwelt.

## Politik
Nach der Wiedervereinigung fanden am 6. Mai 1990 die ersten freien Kommunalwahlen statt. Die CDU siegte mit 55 % der abgegebenen Stimmen. Anfang Juni 1990 übergab der bisherige Bürgermeister Karl Schmidt seinen Nachfolger Christian Wacker (CDU) die Amtsgeschäfte. Schmidt legte jedoch das Amt des Bürgermeisters infolge von Verfehlungen seines Beraters bereits im November 1992 wieder nieder. Übergangsweiser Bürgermeister wurde daraufhin der Stellvertretende Bürgermeister Werner Nicolaus, der die Amtsgeschäfte bis zur neuen Bürgermeisterwahl im März 1993 führte.
Am 1. März 1993 wurde Arnold Bock (PDS) neuer Bürgermeister von Deutschbaselitz. Er blieb es bis zur Eingemeindung der Gemeinde in die Kreisstadt Kamenz zum 1. Januar 1999. Seitdem wird der Ortsteil von einem Ortsvorsteher vertreten. Dieser ist (Stand August 2012) der parteilose Bernd Schimera.

## Verkehr
Deutschbaselitz liegt direkt an der Staatsstraße S 97. Am Dorfplatz quert die Ortsverbindungsstraße von Schiedel nach Nebelschütz die S97. Zu erreichen ist der Stadtteil von Kamenz mit der Buslinie 187 (Kamenz–Königswartha) des Verkehrsverbundes Oberelbe. Durch das ausgebaute Straßennetz, kann Deutschbaselitz von Kamenz kommend separat über Fahrradwege erreicht werden. Insgesamt verfügt der Stadtteil über 6,205 km öffentliche gewidmete Ortsstraßen, 5,150 km beschränkt öffentliche Wege und 5,370 km öffentliche Feld- und Waldwege.

## Festveranstaltungen und Traditionen

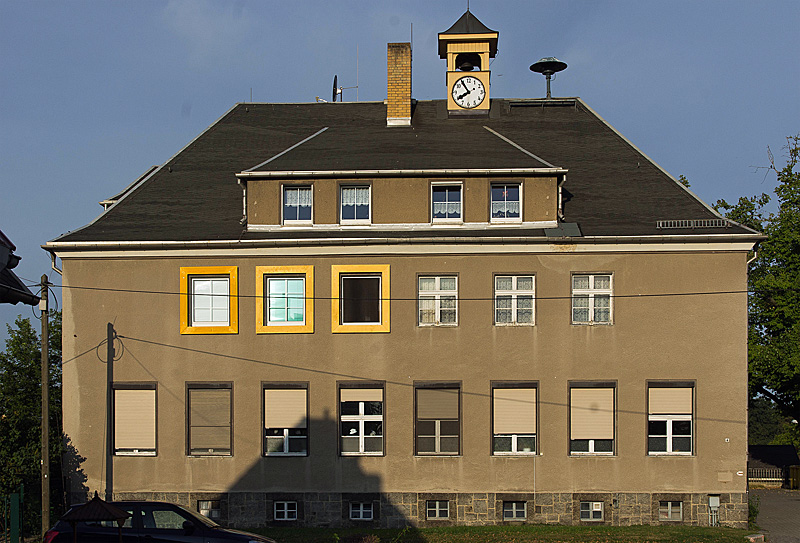
Die Schule von Deutschbaselitz wurde 1931 erbaut. 1938 wurde hier Georg Baselitz geboren. Die Fenster der damaligen Wohnung seiner Familie sind heute im Rahmen des DeutschBaselitz Rundwegs gelb umrahmt.

Deutschbaselitz richtet mehrere Festveranstaltungen aus. So finden jährlich im Frühjahr Faschingsveranstaltungen statt, die seit 2002 durch den Dorfverein organisiert werden. Im Sommer findet am letzten Wochenende im Juli das traditionelle Adlerschießen statt und im August das Fußballturnier des SV Aufbau. Das Dorffest findet aller zwei Jahre auf dem hiesigen Dorfplatz statt.
Wie überall in der Oberlausitz traditionell, findet um den Faschingsdienstag das Zampern statt. Am 30. April des Jahres erfolgt die Aufstellung des Maibaumes mit abendlichem Hexenfeuer. Einzigartig ist dagegen die deutschbaselitzer Tradition der sogenannten „Keule“. Die Keule ist dabei ein Holzbrett auf dem Veranstaltungen und wichtige Termine des Ortsteiles angekündigt werden. Das Holzbrett muss nach Kenntnisnahme des Inhaltes sodann per Hand von Haus zu Haus weitergegeben werden.

## Industrie, Handel und Gewerbe

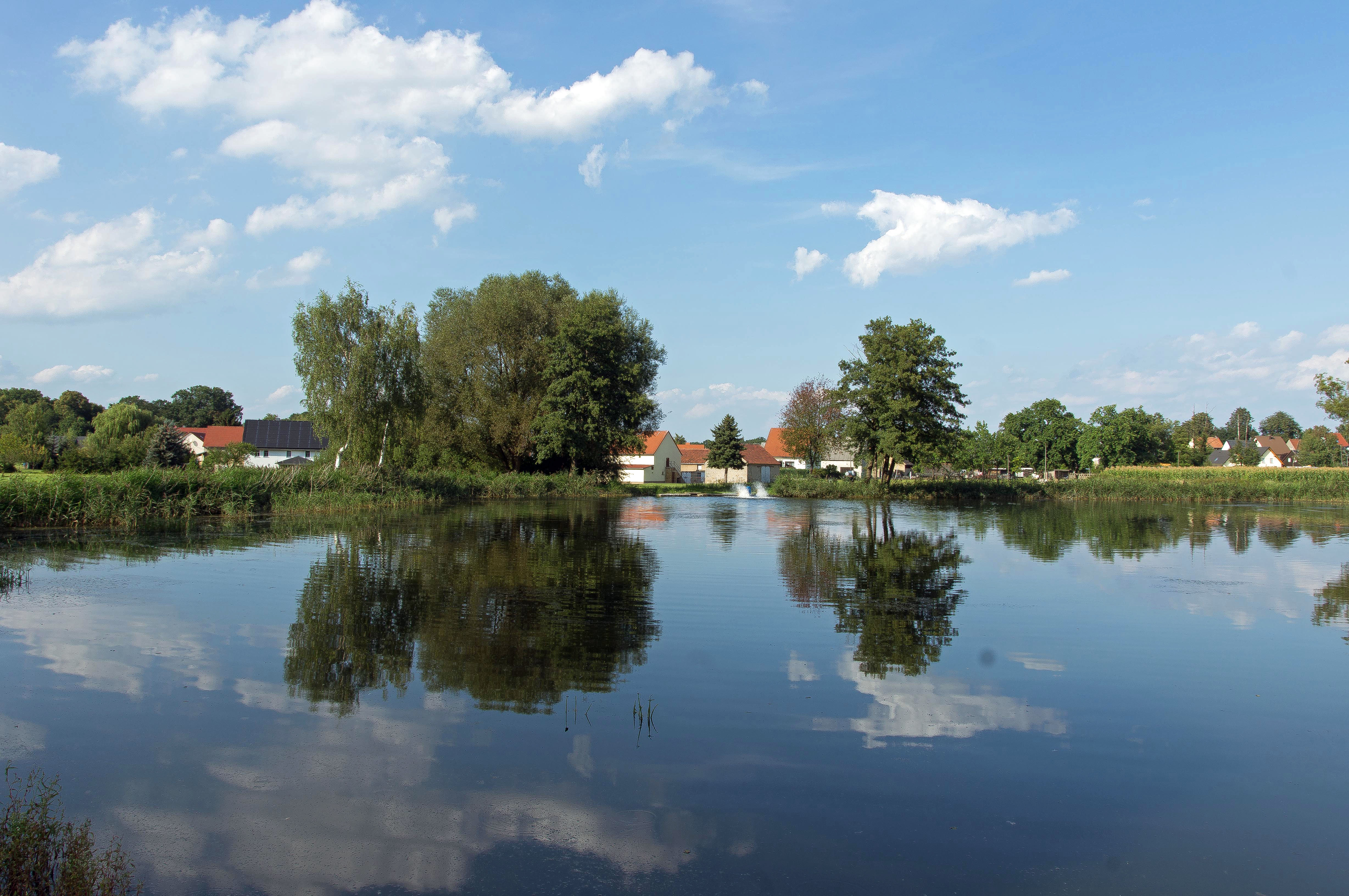
Blick über den Grasteich nach Deutschbaselitz

Deutschbaselitz betreibt keine Agrarwirtschaft. Die umliegenden Felder des Stadtteiles werden von der Agrargenossenschaft Liebenau bewirtschaftet. Eine private Teichwirtschaft ist nach den ehemaligen Rittergutsbesitzern Zezschwitz benannt. An produzierenden Gewerbe und Handwerkstechnik sind in Deutschbaselitz Holzbau, eine Schmiede und ein haustechnisches Gewerbe angesiedelt.

## Forst- und Fischwirtschaft
In der ehemaligen Gemarkung Deutschbaselitz wurde der Waldbestand mit 180 ha angegeben. Davon überwiegend Kiefer- und Laubwald. Die Betreuung obliegt dem Sächsischen Forstamt Straßgräbchen. Alle der Gemarkung zugehörigen Teiche (Sandteiche, Hälteranlage Teichwirtschaft, Mühlteich, Hofeteich, Miertschteich, Großteich, Istriche und Grasteich) haben zusammen eine Gesamtfläche von 170,26 ha. Davon sind 123,37 ha Wasserfläche. Der Ertrag an Karpfen beträgt jährlich mehrere Tonnen Fisch. Im Oktober erfolgt das jährliche Abfischen.

## Vereine und Organisationen

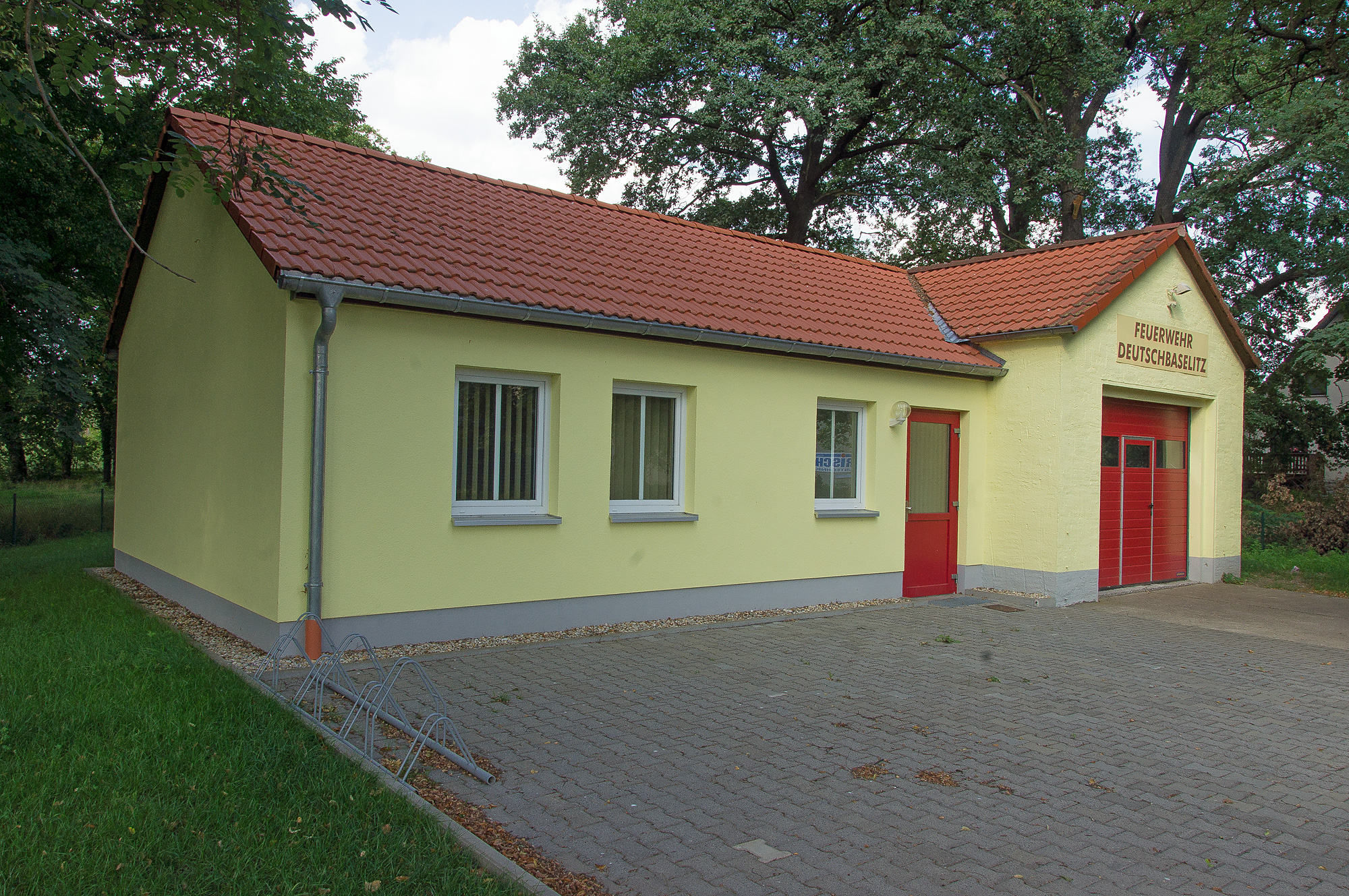
Das Feuerwehrhaus der Freiwilligen Feuerwehr Deutschbaselitz

Deutschbaselitz verfügt mit dem SV Aufbau Deutschbaselitz über einen relativ starken Mitgliederverein mit derzeit etwa 300 Mitgliedern. Der Deutschbaselitzer Dorfverein e. V. hat circa 50 Mitglieder und organisiert sich in der Heimatpflege. Ferner ist er Träger von verschiedenen Veranstaltungen im Ort. Die Freiwillige Feuerwehr hat einschließlich der Jugendfeuerwehr etwa 60 Mitglieder. Außerdem hat sich der Jugendclub, welcher sich mit Unterbrechungen seit 1995 am Ortsrand befindet, mit seinen rund 30 Mitgliedern aktiv ins Dorfleben und beim Organisieren zahlreicher Veranstaltungen integriert.

## Söhne und Töchter der Stadt
- Georg Baselitz (eigentlicher Name Hans-Georg Kern) (* 1938 in Deutschbaselitz), Maler und Bildhauer